# Лучки (Сафоновський район)
Лучки (рос. Лучки) — присілок Сафоновського району Смоленської області Росії. Входить до складу Пушкінського сільського поселення.
Населення — 2 особи (2007 рік).

## Галерея

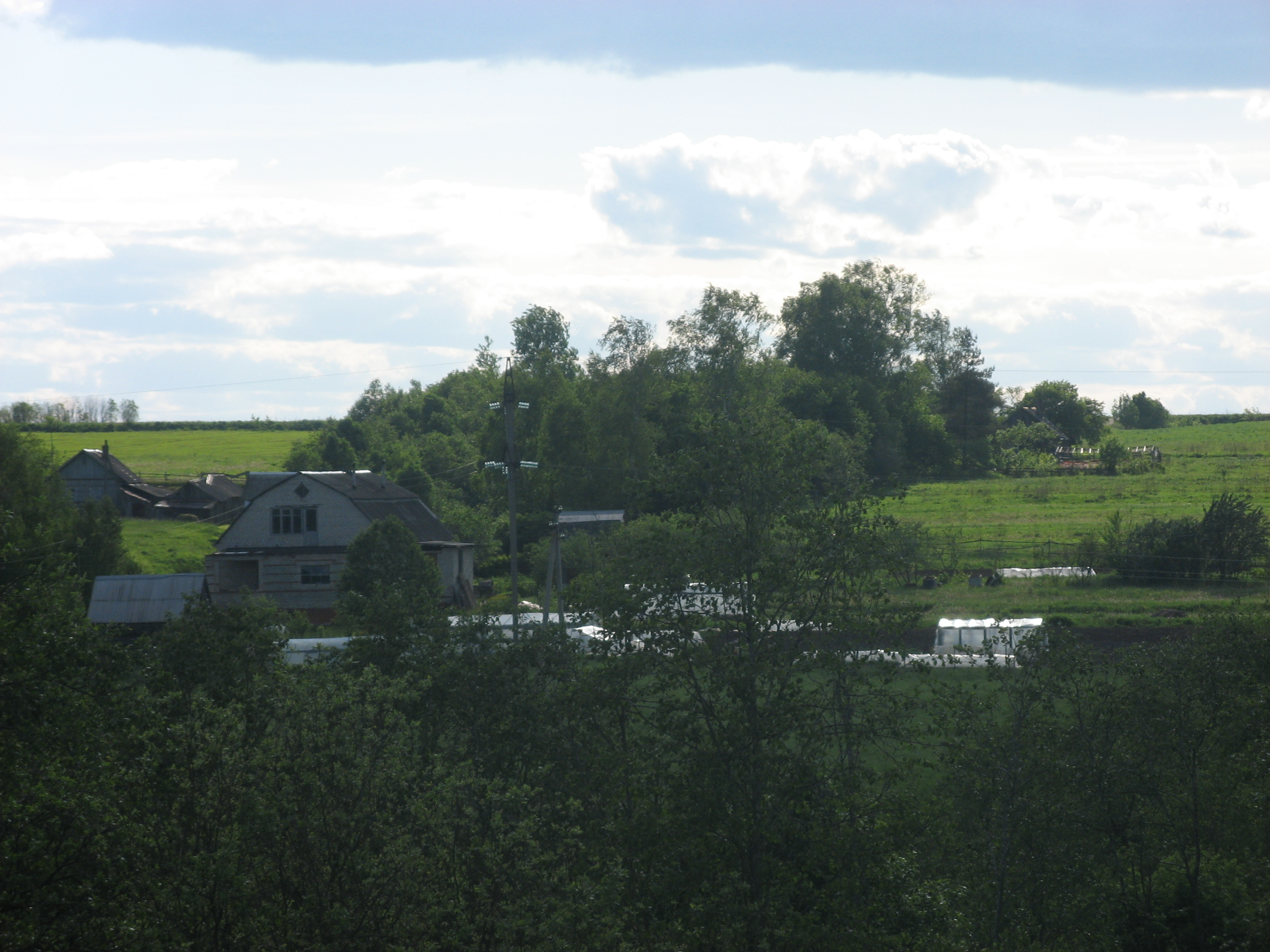
Панорама на присілок з Пушкіно
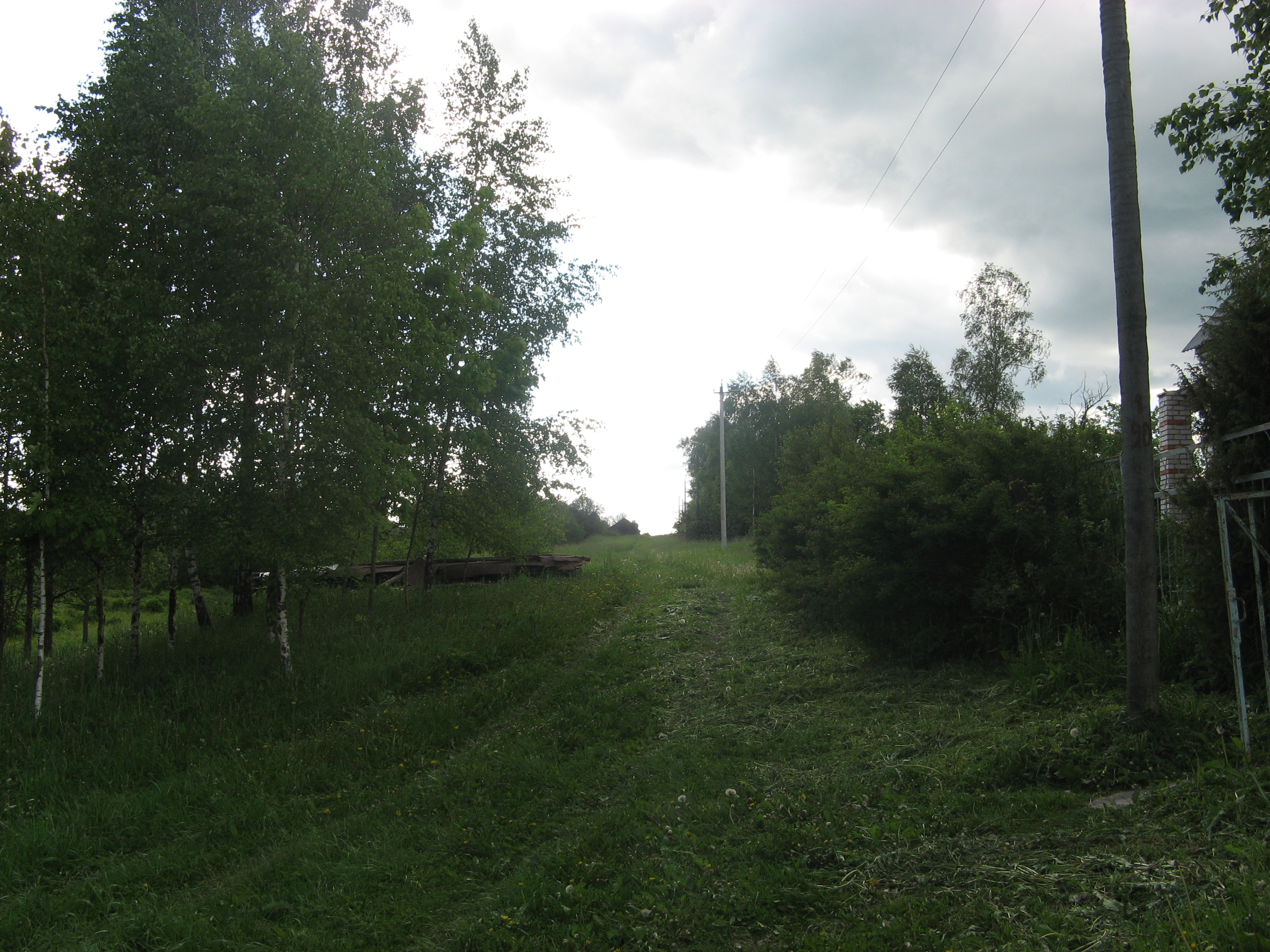
Центральна і єдина вулиця присілка